# Zygospira
Zygospira is een monotypisch geslacht van uitgestorven brachiopoden, dat voorkwam van het Midden-Ordovicium tot het Vroeg-Siluur.

## Beschrijving
Deze acht tot achttien millimeter lange brachiopode heeft een bijna rond oppervlak met een sterk geribte vorm. Het profiel is dubbelbol. De steelklep, die een diepe plooi heeft, is dieper gebogen dan de arm- of brachiale klep.

## Vondsten
Vele fossielen werden gevonden in de Ohio Vallei en in het Appalachengebergte.